# 里田原遺跡
里田原遺跡（さとたばるいせき）は、長崎県平戸市田平町里免に存在する遺跡。長崎県指定文化財（史跡）である。

## 概要
遺跡は海抜50〜60メートルの丘陵に取り囲まれた小盆地底に位置する。
旧石器時代から中世にかけての稲作遺構を中心とした遺跡である。1972年（昭和47年）より1987年まで23次にわたる発掘調査が長崎県と田平町教育委員会により行われ、水田とそこへ水を引き込むための水門、板や杭を用いた護岸の遺構、鍬や鋤などの農業用具、弓やタモなどの漁労用具、しゃもじや藤籠といった生活用具など多数の木製用具が発見された。鍬はその特徴から里田原式と呼ばれる。
また、この遺跡からの花粉分析によると、柏崎式（夜臼式）土器の時期にはイネ属型の花粉と住片が急増する。そしてシイノキ属、アカガシ亜属などの照葉樹林の主要構成種の花粉が極端に減少する。またイネ属型ともにオモダカ属、ミズアオイ属などの水田雑草の花粉も増加する。この結果から、夜臼式時期には水田稲作農業が導入されたことが明らかになった。柏崎式時期に稲作が開始されていたことはプラントオパールの分析結果からも判明している。
また、支石墓も確認されており、弥生時代当時としては最先端の文化が根付いた集落が存在していたとみられている。
出土品の多くは1982年（昭和57年）に遺跡に隣接して開館した田平町立（現平戸市立）里田原歴史民俗資料館に収蔵・展示されている。